# Nederlandse Jeugdbond voor Natuurstudie
De Nederlandse Jeugdbond voor Natuurstudie (NJN) is een landelijke jeugdvereniging voor en door jongeren van 11 tot en met 25 jaar. De NJN houdt zich vooral bezig met veldbiologie, natuurbescherming en natuurbeheer. Daarnaast kent de bond een eigen cultuur en een voorliefde voor bepaalde ontspanningsactiviteiten, zoals volksdansen. 
Alle activiteiten, zoals excursies, kampen en de uitgave van determinatiewerken, worden door de leden zelf georganiseerd.

## Geschiedenis
De NJN werd in 1920 opgericht als samenwerkingsverband tussen de actieve natuurhistorische schoolverenigingen in Groningen, Zwolle, Amsterdam en Den Haag. De oorspronkelijke doelstelling was om jongeren met een interesse voor natuurstudie bij elkaar te brengen. De eerste voorzitter (van 1920 tot 1922) was Feiko Koster uit Amsterdam.
De leeftijdsgrenzen werden vastgesteld op 12 tot 23 jaar. Dat wil zeggen dat het lidmaatschap eindigt aan het einde van het jaar waarin een lid de maximumleeftijd heeft bereikt. Oud-leden worden oude sok genoemd.
Aan het begin van de Tweede Wereldoorlog had de vereniging 2000 leden. Mede door het in politiek en religieus opzicht neutrale karakter werd de NJN tijdens de oorlogsjaren niet verboden (in tegenstelling tot andere jeugdbonden) en kon het ledenaantal groeien tot 3700. Daarna zakte het aantal leden drastisch, mede door de afsplitsing van de Christelijke Jeugdbond van Natuurvrienden (CJN) in 1946.
Na een periode van bloei in de jaren vijftig waarin nieuwe werkgroepen werden opgericht en het natuurhistorisch peil steeg, bleef het ledenaantal in de jaren zestig vrij constant op 1700, ondanks de in de maatschappij toenemende belangstelling voor de natuur en grotere zorg voor het milieu.
In 1961 ontstond de Katholieke Jeugdorganisatie voor Natuurstudie (KJN, die later met de CJN fuseerde tot wat tegenwoordig de Jeugdbond voor Natuur- en Milieustudie is) waardoor katholieke jongeren een eigen organisatie kregen. Vanaf rond 1970 is het ledenaantal verder teruggelopen, eind jaren tachtig tot minder dan 1000 leden.
In 1993 is de bovenste leeftijdsgrens, mede vanwege deze terugloop, verhoogd naar 25 jaar. Sinds het begin van de 21e eeuw is het ledenaantal vrij stabiel rond de 550 leden.
In 2016 is er een vijf jaar durende pilot gestart waarin de naam onofficieel werd veranderd in "Nederlandse Jeugdbond voor Natuur", om te kijken naar het effect van deze naamswijziging. In 2019 werd de pilot gestopt. De naam werd niet veranderd, maar wel is op het congres van 2019 besloten om in de publiciteit vooral de afkorting NJN te gebruiken.

## Organisatie
De NJN wordt landelijk bestuurd door een hoofdbestuur dat per kalenderjaar op het jaarlijkse congres tussen kerst en oudjaar democratisch wordt aangesteld door de Algemene Vergadering. Het hoofdbestuur houdt zich vooral bezig met de landelijk lopende zaken zoals de zomerkampen, landelijke publiciteit, financiën en de strategische planning. Hierbij wordt het hoofdbestuur ondersteund door commissies en assistenten; samen vormen zij de zogeheten "bondstop". Het verenigingsblad is sinds 1926 de Amoeba.

### Werkgroepen
De werkgroepen van de NJN besteden aandacht aan een bepaald onderwerp. Dit zijn de Zoogdierenwerkgroep (ZWG), de Strandwerkgroep (SWG), de Insectenwerkgroep (IWG), de Plantensociologische Werkgroep (Sjoc), de Vogelwerkgroep (VWG) en de Fossielenwerkgroep (FWG). Voorheen was er ook de Geologische Werkgroep (GWG). Ook is er een Natuurfotowerkgroep, een Wolkenwerkgroep en een werkgroep over waterbeestjes. De werkgroepen organiseren zelf kampen en excursies, en geven invulling aan de gespecialiseerde zomerkampen.

### Uitgeverij
De NJN heeft in samenwerking met de Jeugdbond voor Natuur- en Milieustudie (JNM) een uitgeverij, de Stichting Jeugdbondsuitgeverij (JBU). Dit is een niet-commerciële organisatie die zich ten doel stelt om deze twee jeugdbonden te voorzien van determinatiewerken.

### Activiteiten
De NJN doet vooral aan veldbiologie maar ook aan natuurbescherming en natuurbeheer. Als er ergens gebouwd gaat worden, kan de NJN daar inventariseren of er beschermde soorten zijn. Ook helpt de NJN altijd mee bij de natuurwerkdag. Er is een aantal vaste activiteiten, zoals de zomerkampen, de kust- en kordagen, en het congres. In 2005 vierde de NJN zijn 85-jarig bestaan. Er werd een weekend feestgevierd, met een symposium over de Waddenzee.
Door heel Nederland zijn in het weekend excursies, meestal met een specifiek thema. De meeste excursies worden door de afdelingen en werkgroepen van de NJN geregeld. Sommige excursies worden landelijk aangekondigd.
In de vakanties en sommige weekenden worden kampen georganiseerd. De meeste kampen worden door de verschillende districten georganiseerd, maar er worden ook landelijk kampen georganiseerd, zoals de zomerkampen. Een specifiek onderdeel van de natuur staat vaak centraal, zoals vogels, insecten, plantjes of zoogdieren. Zo'n kamp wordt dan mede georganiseerd door de werkgroep van het desbetreffende thema. Van de zomerkampen zijn de meeste in Nederland, maar elk jaar zijn er ook een paar in het buitenland. Elk kamp heeft een eigen kampcommissie (KC), die een aantal zaken tijdens het kamp regelt. De kampcommissie bestaat doorgaans uit een voorzitter (VZ), een penningmeester ('ping') die het geld beheert, een foerageteam ('four') die zorgt voor de coördinatie van de inkoop en bereiding van het eten, een 'knuppel' die verantwoordelijk is voor het materiaal (gaspitten en primussen, tenten e.d.), en een natuurteam (NT) die voor elke dag een excursielijst samenstelt door excursieleiders te regelen.
Piepkampen zijn speciaal voor kinderen van 11 tot 13 jaar oud, bedoeld als introductie in de NJN. Op piepkampen heeft de kampcommissie een meer leidende functie, en vaak worden oude sokken gevraagd om mee te gaan ter ondersteuning van de kampcommissie.

## NJN-taal en -cultuur
Binnen de NJN bestaat een typisch eigen subcultuur, met van oudsher veel nadruk op eigen verantwoordelijkheid. Daarnaast zijn of waren er enkele speciale ontspanningsvormen, zoals volksdansen. Ook is er een eigen vocabulaire, dat aan ontwikkeling onderhevig is. Sommige termen worden simpelweg afgekort, zoals zoka voor zomerkamp, paka voor paaskamp, en ping voor penningmeester. Verder zijn (of waren) er veel eigen namen voor onder meer planten, dieren, personen/functies en artikelen, in gebruik.
Planten en dieren:
- platgeslagen sinterklaasmutsjesmos (gewoon kantmos)
- duinpest (grijs kronkelsteeltje of cactusmos)
- heilhitlergras (schaduwgras; zo genoemd vanwege de stand van het bovenste stengelblad; voor de Tweede Wereldoorlog ook wel houzeegras genoemd)
- PSP of PSP-mos (groot laddermos; speelse afkorting van de botanische naam Pseudoscleropodium purum, met hint naar de toenmalige politieke partij Pacifistisch Socialistische Partij)
- Bollus blancus ("wetenschappelijke" vertaling voor gladde witbol)
- pyjamabroekengras (gestreepte witbol; vanwege de roze gestreepte bladscheden)
- boskip (fazant)
- homozweefje of Syritta met de dikke dijen (menuetzweefvlieg)

Eten en kampeerbenodigdheden:
- engelenkots (sandwichspread, althans vroeger altijd bereid met resten van de voorafgaande avondmaaltijd)
- wagensmeer (appelstroop)
- technicolor of gemalen damesondergoed (vruchtenhagel)
- bekklem (dubbele boterham met royaal appelstroop of pindakaas, denk aan zelf gesneden, dikke boterhammen)
- gammel (grote pan waarin wordt gekookt)
- primus (primusbrander, petroleum kookpit)
- max (petromax, petroleumlamp met gloeikous)
- luizeveren of luizepoten (lucifers)
- sleggen (de sleg gebruiken om lege blikken te comprimeren, of om de houten haringen van de grote tenten in de grond te slaan)
- gewi (slaaptenten ontworpen en vernoemd naar Gert-Jan en Wim)
- campura (tent om eten op te slaan, voorheen een grote tent om in te slapen)
- convo (grote legertent om bij regen in te kunnen gaan zitten)
- convo of convocatie (boekje met alle informatie over een kamp, ouder: mededeling met het excursieprogramma)
- tijger (buitentoilet, ofwel een gegraven kuil met zitplank erboven, 'op' kamp, afgeleid van tijgerval)
- tijgerfilm (wc-papier)
- slingertijger (diarree)

Muziek, dans, ontspanning:
- hupsen (volksdansen)
- jankhout (blokfluit)
- pitheuvel (een groep NJN'ers die op de grond liggen te chillen en elkaars buik als hoofdkussen gebruiken)
- beerput (persoonlijk aantekenboekje waarin teksten van liederen worden genoteerd, waarin kampgenoten een bericht achter kunnen laten of waarin handtekeningen van kampgenoten verzameld kunnen worden)
- e-bp (internet-beerput op de NJN-site)
- dropdoos (de dropbox)

Personen en functies:
- kluns (iemand die net lid is geworden)
- pieper (een lid of aspirant-lid met de leeftijd van 11 of 12 jaar)
- oude sok of ouwe sok (voormalig lid)
- vuile sok (voormalig lid dat de vereniging heeft verlaten voor het bereiken van de bovenste leeftijdsgrens)
- knuppel (degene die tijdens een kamp het materiaal verzorgt; afgeleid van de eerste materiaalcommissaris die Knup heette)
- four (kok; van: foeragemeester)
- sec (secretaris)
- ping (penningmeester)
- lzf (afkorting van 'lid zonder functie'; manusje-van-alles binnen een bestuur of commissie)
- klefjeslijst (lijst met koppels in de NJN)
- belegen klefjes (vaste koppels)
- bejaardenseks (koppel van ouwe sokken)
- interbondse klefjes (koppel tussen NJN-lid en JNM-lid)
- bospik (opzichter/boswachter)
- asfalthijger (ligfietser/racefietser)

Overig:
- Blik! (wordt geschreeuwd als waarschuwing voor een naderende auto wanneer in een groep gefietst wordt)
- Blik frontaal! (auto komt van voren)
- Blik anaal dubbel! (twee auto's komen van achteren)
- Wie z'n gat verbrandt moet op z'n hurken zitten (spreekwoord; als je wat stoms hebt gedaan, moet je creatief met de gevolgen omgaan)

## Bekende oud-leden
- Bert Boekschoten[3] – hoogleraar aan de Rijksuniversiteit Groningen en de Vrije Universiteit Amsterdam
- Femke Boersma[4] – actrice
- Rie de Boois[5][6][7] – bioloog, Tweede Kamerlid namens de PvdA
- Midas Dekkers[8][9] – bioloog, schrijver, programmamaker
- Meiny Epema-Brugman[7] – Tweede Kamerlid namens de PvdA
- Rudi Fuchs[8][9][4] – kunsthistoricus, directeur van het Stedelijk Museum Amsterdam
- Bert Garthoff – natuurpopularisator, presentator bij de VARA-radio, m.n. van Weer of geen weer
- Bert Haanstra[8][4] – cineast, etholoog
- Ger Harmsen[8][9][4] – hoogleraar wijsbegeerte aan de Rijksuniversiteit Groningen, historicus, schrijver (o.a. van Blauwe en rode jeugd)
- Lenie 't Hart[10] – directeur van Zeehondencentrum Pieterburen
- W.F. Hermans[9][4] – fysisch-geograaf, schrijver
- Dick Hillenius[8][4][11] – schrijver, bioloog, conservator aan het Zoölogisch Museum Amsterdam
- Tim Hogenbosch[12] – presentator, boswachter, twitteraar
- Johan Gerard ten Houten, bioloog, voorzitter Vereniging Natuurmonumenten, directeur Instituut voor Plantenziektenkundig Onderzoek, hoogleraar milieuwetenschappen
- Jan van de Kam – natuurfotograaf, filmmaker, schrijver
- Wim Klinkenberg[8][9][4] – onderzoeksjournalist, vicevoorzitter van de NVJ, vakbondsman
- Wim Kok – vakbondsbestuurder, minister-president, president van de Club van Madrid
- Ron König[13] – burgemeester van Deventer
- Bram van der Lek[8][4] – bioloog, PSP-fractievoorzitter in de Tweede Kamer
- Ruud van der Meijden[14][15] – botanicus
- Karel Nagel[5] – Tweede Kamerlid namens de PvdA
- Peter Nijhoff[7][4] – natuurbeschermer, directeur van de Stichting Natuur en Milieu
- Ad Ploeg[16] – Tweede Kamerlid namens de VVD, staatssecretaris van Landbouw en Visserij
- Theo Quené[7][8][4][17] – planoloog, voorzitter van de WRR en de SER
- Lou van Rees[4] – impresario
- Guido van Rossum – informaticus, ontwerper van Python
- Tineke Schilthuis[9][4] – Tweede Kamerlid namens de PvdA, commissaris van de Koningin in Drenthe
- Eegje Schoo[18] – Tweede Kamerlid namens de VVD, minister van Ontwikkelingssamenwerking, ambassadeur in India
- Hendrik Jan Schoo[18][19] – journalist, essayist, columnist, hoofdredacteur van Psychologie, Intermagazine en Elsevier, uitgever
- Gerard Spaink[20] – malacoloog
- Frans Stafleu – samensteller van Taxonomic Literature en TL-2
- Carry Tefsen[9] – actrice, presentatrice, zangeres, kunstschilder
- Wim Thomassen – Eerste en Tweede Kamerlid namens de PvdA, burgemeester van Zaandam, Enschede en Rotterdam
- Luuk Tinbergen[7] – ornitholoog, hoogleraar aan de Rijksuniversiteit Groningen
- Niko Tinbergen[7][8][9][4] – bioloog, etholoog, hoogleraar aan de Universiteit Leiden en de Universiteit van Oxford, Nobelprijswinnaar
- Dany Tuijnman[4] – landbouwkundige, Tweede Kamerlid namens de VVD, minister van V&W
- Els Veder-Smit[4] – Eerste en Tweede Kamerlid namens de VVD, staatssecretaris van Volksgezondheid
- Henk Vonhoff[8][9][4][21] – Tweede Kamerlid namens de VVD, burgemeester van Utrecht, commissaris van de Koningin in Groningen, scheidsrechter bij de KNVB
- Tjalling Waterbolk[22] – archeoloog, hoogleraar aan de Rijksuniversiteit Groningen
- Victor Westhoff[7][8][9][4] – botanicus, plantensocioloog, hoogleraar aan de Katholieke Universiteit Nijmegen, schrijver
- Anne-Ruth Wertheim[23] – biologiedocent, activist en publicist
- Pieter Winsemius – bedrijfskundige, publicist, minister van VROM, voorzitter van Vereniging Natuurmonumenten, hoogleraar aan de Universiteit van Tilburg
- Roel de Wit[8][9][4][21] – PvdA-politicus, burgemeester van Alkmaar, commissaris van de Koningin in Noord-Holland
- Pieter de Wolff[24] – wiskundige, econoom, directeur van het Centraal Planbureau
- Jan Wolkers – schrijver, kunstenaar